# Гофмаршал
Го́фмаршал (от нем. Hofmarschall) — придворный чин Российской империи, введенный в 1722 году при учреждении «Табели о рангах». До 1742 года состоял в 6-м классе, с 1742 года — в 3-м.
Ведал делами по довольствию двора, организации приёмов и путешествий, руководил придворными служителями, содержал стол императорской семьи. Кроме того, Гофмаршальская часть ведала ещё тремя классами столов: Гофмаршальский или кавалерский — для дежурных кавалеров и гостей двора, обер-гофмейстерины — для живущих при дворе придворных девиц, начальника кавалергардских рот (I класс); для караульных офицеров, дежурных секретарей и адъютантов, дежурных пажей (II класс); «общая столовая» для прочих служащих двора (III класс).
В отсутствие обер-гофмаршала гофмаршал подменял его, следил за исполнением обязанностей нижними дворцовыми чинами.
Должность гофмаршала упразднена постановлением Временного правительства от 11 июля 1917 года «Об упразднении должности гофмаршала».